# مقاطعة نوراتا
مقاطعة نوراتا هي مقاطعة في ولاية نواوي في أوزبكستان، ومركزها مدينة نوراتا.